# Polinización

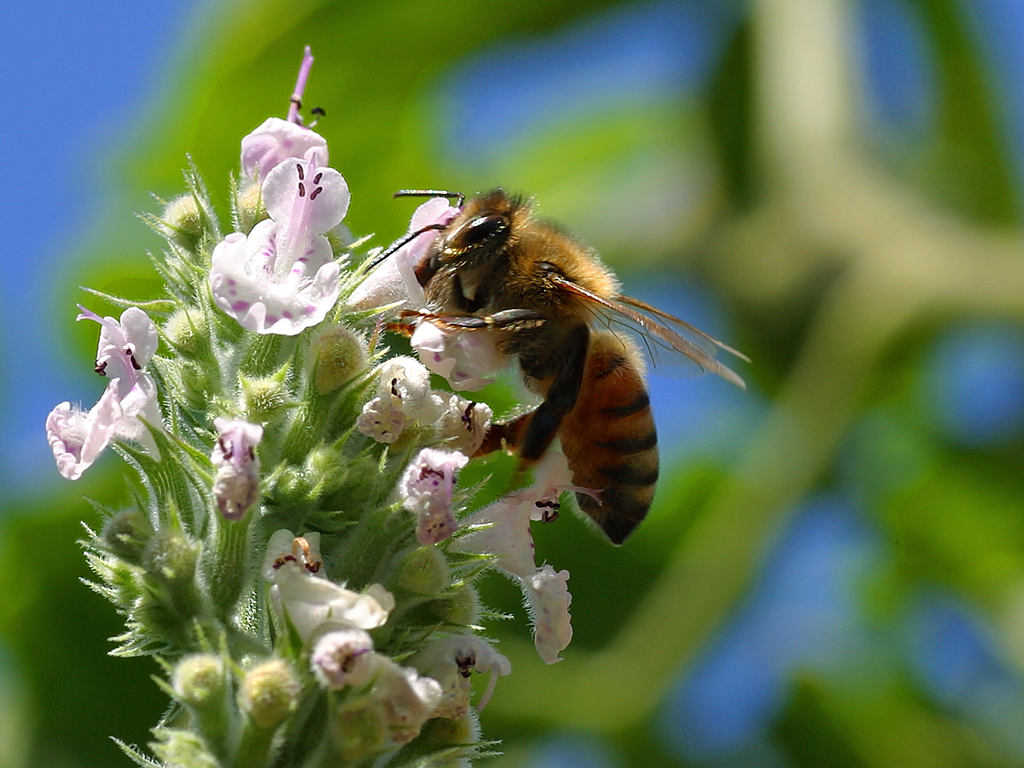
Las abejas transportan polen al libar las flores, colaborando con la polinización.

La polinización es el proceso de transferencia de polen desde los estambres hasta el estigma o parte receptiva de las flores en las angiospermas, donde germina y fecunda los óvulos de la flor, haciendo posible la producción de semillas y frutos.
El transporte del polen lo pueden realizar diferentes agentes que son llamados vectores de polinización. Los vectores de polinización pueden ser tanto bióticos, como aves, insectos (principalmente abejas), murciélagos, etc.; como abióticos, por ejemplo agua o viento.
Existe una gran variedad de vectores bióticos, entre ellos los himenópteros (abejorros, abejas y avispas), lepidópteros (mariposas y polillas) y dípteros (moscas), así como colibríes, algunos murciélagos y en casos raros algunos ratones o monos. 
Algunas flores pueden ser polinizadas por muchos vectores, en cuyo caso se dice que son flores generalistas en cuanto a polinizadores; o, por el contrario, solo pueden ser polinizadas por un género o especie debido a que la morfología tanto de la flor como del polinizador se han acoplado a lo largo de la evolución, en cuyo caso se dice que las flores son especialistas. La especialización de la polinización genera un beneficio tanto para la planta como para el polinizador por lo cual esta se vuelve muy eficiente pues el insecto volará con seguridad a otra flor de la misma especie y depositará el polen en el estigma de esta flor. Entre las orquídeas es común encontrar una gran especialización en la interacción con los polinizadores, por ejemplo la mariposa nocturna Xanthopan morganii praedicta y la orquídea Angraecum sesquipedale.
La antecología es el estudio de la polinización, así como de las relaciones entre las flores y sus polinizadores.

## Tipos

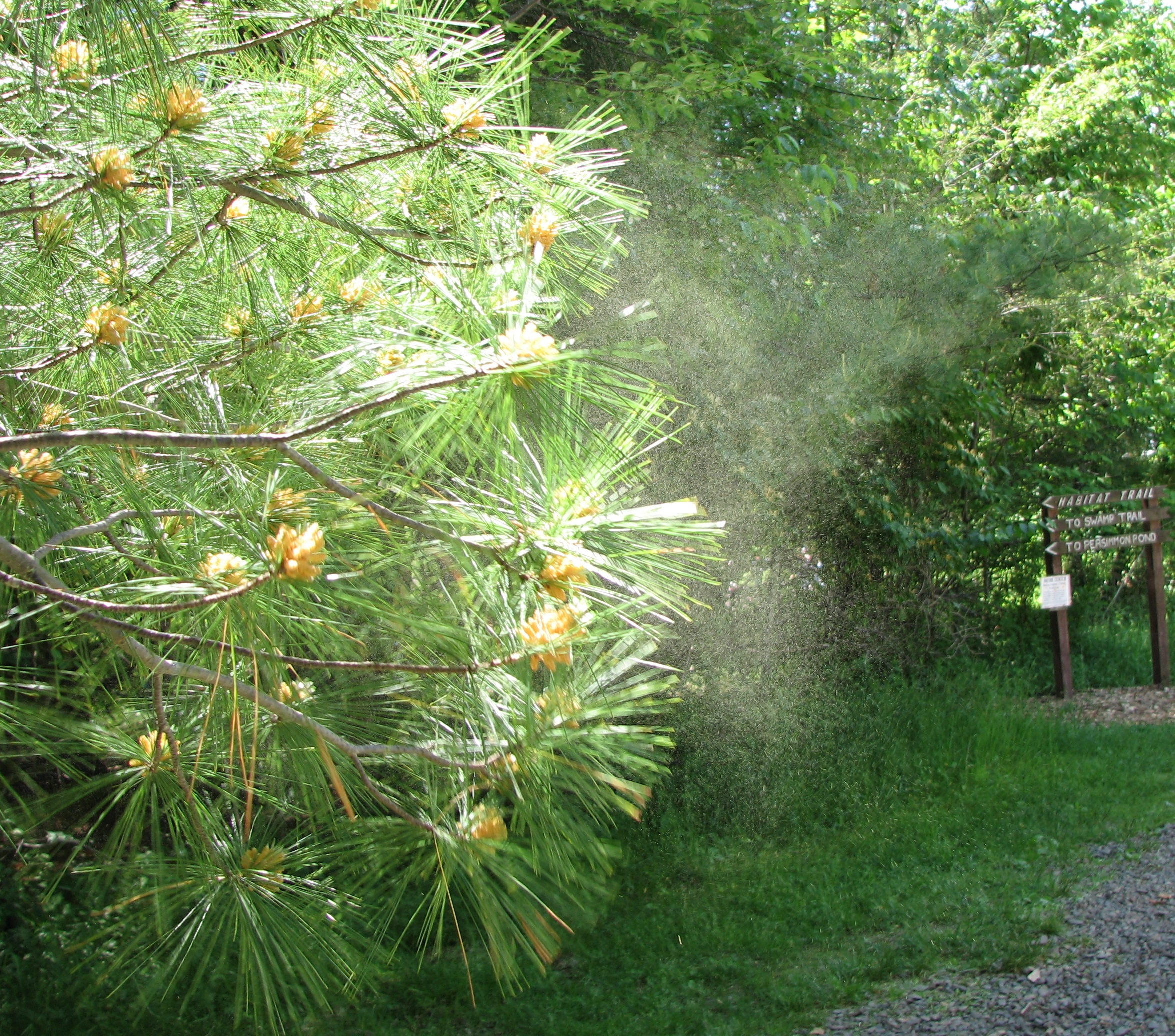
Polinización por el viento, pino.

El transporte del polen lo pueden realizar agentes físicos como el viento (plantas anemófilas), el agua (plantas hidrófilas), o un polinizador animal (plantas zoófilas). Las características físicas y fenológicas de las flores anemófilas, hidrófilas y zoófilas, así como las de su polen, suelen ser marcadamente diferentes. Las plantas zoófilas deben llamar la atención de sus vectores con colores y olores atrayentes, así como recompensarlos con alimento o refugio. Diferentes tipos de polinizadores requieren diferentes tipos de atractivos, así las flores zoófilas han evolucionado y se han diversificado en una gran variedad de tipos los cuales pueden agruparse en síndromes florales. La belleza visual característicamente asociada a las flores es el efecto de su coevolución con insectos u otros animales polinizadores.
En los casos en que la polinización se produce como resultado de relaciones planta-animal estas relaciones son predominantemente de tipo mutualista, es decir relaciones en que ambos participantes se benefician. A diferencia de las relaciones obligatorias (propiamente simbióticas) que existen en la naturaleza, la mayoría de las relaciones de polinización son facultativas u opcionales y muy flexibles: la desaparición de un polinizador o planta no acarrea necesariamente la extinción del otro participante en la interacción, ya que cada uno de ellos posee alternativas (otras fuentes de alimento en el caso del animal, u otras especies de polinizadores en el caso de la planta). Sin embargo, existen algunos casos sumamente interesantes de relaciones simbióticas entre un polinizador y una especie de plantas, tales como la avispa de los higos y la polilla de la yuca.

## Evolución de las interacciones entre plantas y polinizadores

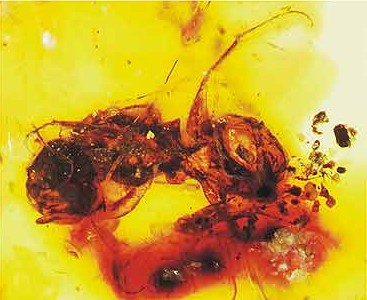
Melittosphex burmensis, abeja fósil del Cretácico.

El primer archivo fósil de polinización abiótica (sin ayuda de agentes orgánicos) es de plantas similares a los helechos del Carbonífero tardío. Las gimnospermas muestran clara evidencia de polinización abiótica desde el período Triásico.
Algunas gimnospermas del período Triásico ya presentan señales de polinización biótica, o sea por animales, en que los granos fosilizados tienen algunas de las características de granos de polen que son llevados por agentes polinizadores en el presente. Además el contenido intestinal, las piezas bucales y estructura de las alas de ciertos escarabajos y moscas sugieren que deben haber actuado como polinizadores. Los primeros síndromes florales de polinización surgieron entonces. Las indicaciones más tempranas de polinización por insectos son granos de pólen de hace 96 millones de años (Cretácico). Los granos están aglutinados en masas, señal de que en vez de ser transportados por el viento, se adhieren a insectos y así son llevados a otras plantas.
La primera evidencia de un insecto coleccionando polen es del Cretácico (100 millones de años) del norte de España. Los investigadores usaron tomografía de rayos-X y pudieron observar granos de polen de Gingko sobre un insecto conservado en ámbar.
La asociación entre escarabajos y angiospermas en el Cretácico temprano llevó a radiaciones evolutivas tanto de unos como de otros en el Cretácico tardío. La evolución de los nectarios u órganos productores de néctar señalan el comienzo de un mutualismo entre insectos himenópteros y angiospermas.
Las abejas son buenos ejemplos del mutualismo que existe entre himenópteros y angiospermas. Las flores proveen a las abejas de néctar (una fuente de energía) y polen (fuente de proteínas). Cuando las abejas van de una flor a otra colectando polen también depositan algunos granos en otras flores, causando así polinización cruzada. Si bien el polen y néctar son las recompensas más importantes para las abejas y otros polinizadores, en muchos casos hay otras recompensas, como aceites, fragancias, resinas y aun ceras. Se calcula que las abejas se originaron simultáneamente con la diversificación de las plantas con flores o angiospermas. Además hay casos de coevolución entre las plantas con flores y las especies de abejas que inducen adaptaciones especializadas. Por ejemplo las patas largas de Rediviva neliana, una abeja que colecciona aceites de Diascia capsularis, cuyas flores tienen un largo espolón. En el curso de la evolución los espolones de las flores y las patas de las abejas han ido haciéndose cada vez más largos. Recientemente se han establecido un protocolo para diferenciar insectos polinizadores de los que se pueden considerar posibles polinizadores en el registro fósil. Insectos que hoy son polinizadores, no lo fueron en el pasado, otros que hoy no son polinizadores sí polinizaban gimnospermas hace millones de años.

## Impactos ambientales
En años recientes ha habido una pérdida de polinizadores. Tales pérdidas pueden tener un gran impacto económico. Entre las posibles causas están pérdida de hábitat, plaguicidas, parasitismo, cambios climáticos y otras. Algunos investigadores piensan que es un sinergismo de todos estos factores.
En la agricultura, el cambio climático está provocando una “crisis de polinizadores”. Esta crisis está afectando la producción de cultivos y los costos relacionados, debido a una disminución en los procesos de polinización. Esta alteración puede ser fenológica o espacial. En el primer caso, las especies que normalmente se encuentran en estaciones o ciclos de tiempo similares, ahora tienen diferentes respuestas a los cambios ambientales y por lo tanto dejan de interactuar. Por ejemplo, un árbol puede florecer antes de lo habitual, mientras que el polinizador puede reproducirse más tarde en el año, y por lo tanto las dos especies ya no coinciden en el tiempo. Las alteraciones espaciales ocurren cuando dos especies que normalmente compartían la misma distribución, ahora se están desplazando a diferentes regiones en respuesta al cambio climático.

## La estructura de las interacciones planta-polinizador

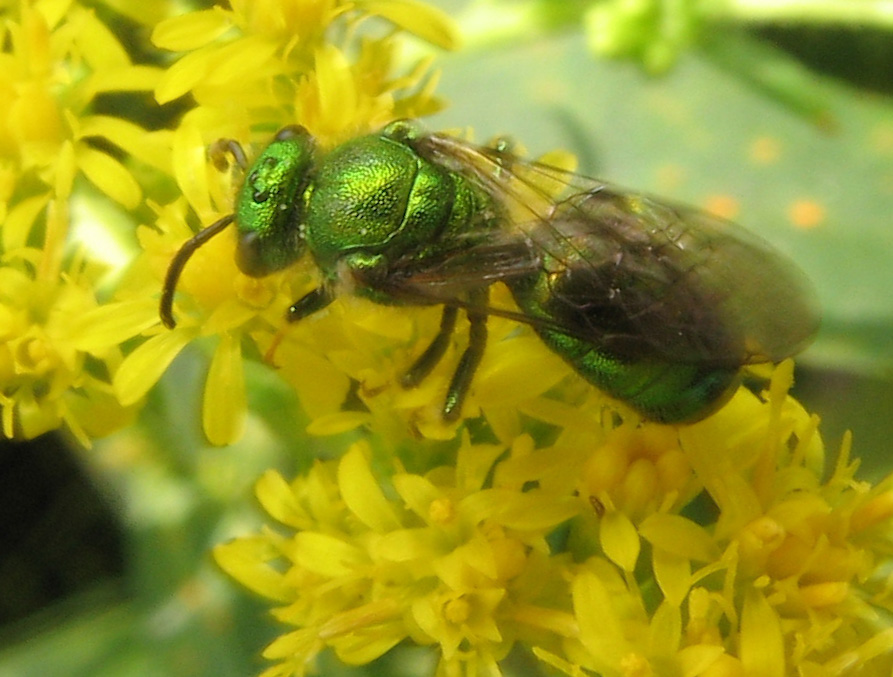
Augochloropsis metallica macho.

Los polinizadores silvestres, a menudo visitan un gran número de especies de plantas; éstas, a su vez, son visitadas por muchas especies de polinizadores. Todas estas relaciones forman una red de interacciones entre plantas y polinizadores. La estructura de estas redes presenta sorprendentes similitudes en diferentes ecosistemas y continentes.
La estructura de las redes planta-polinizador puede tener un gran impacto en la forma en que estas comunidades responden a los estreses ecológicos. Hay modelos matemáticos que analizan las consecuencias de la estructura de las redes en la estabilidad de las comunidades de polinizadores. Tales modelos sugieren que la forma específica en que las redes están organizadas reduce la competencia entre polinizadores y aumenta la biodiversidad. Esto incluso puede llevar a una fuerte facilitación entre polinizadores cuando las condiciones son seriamente desventajosas. Así es posible que el conjunto de especies de polinizadores pueda sobrevivir a condiciones severas. Pero también significa que las especies de polinizadores puedan llegar a un colapso simultáneo si las condiciones ambientales llegan a un punto crítico. La recuperación de la comunidad de polinizadores y plantas después de tal colapso puede ser sumamente difícil.

## Polinización y agricultura

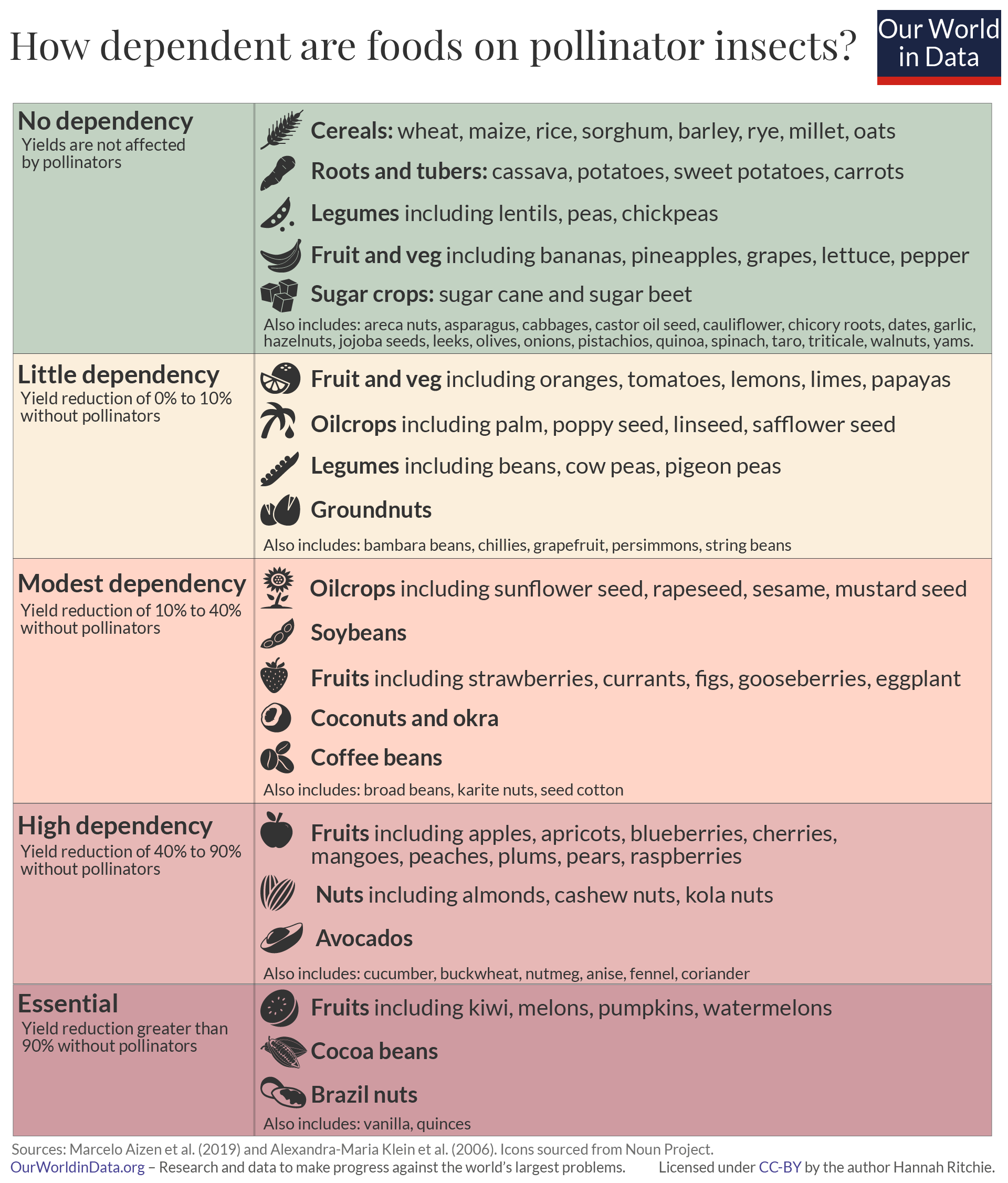
¿Qué cultivos dependen de los polinizadores?

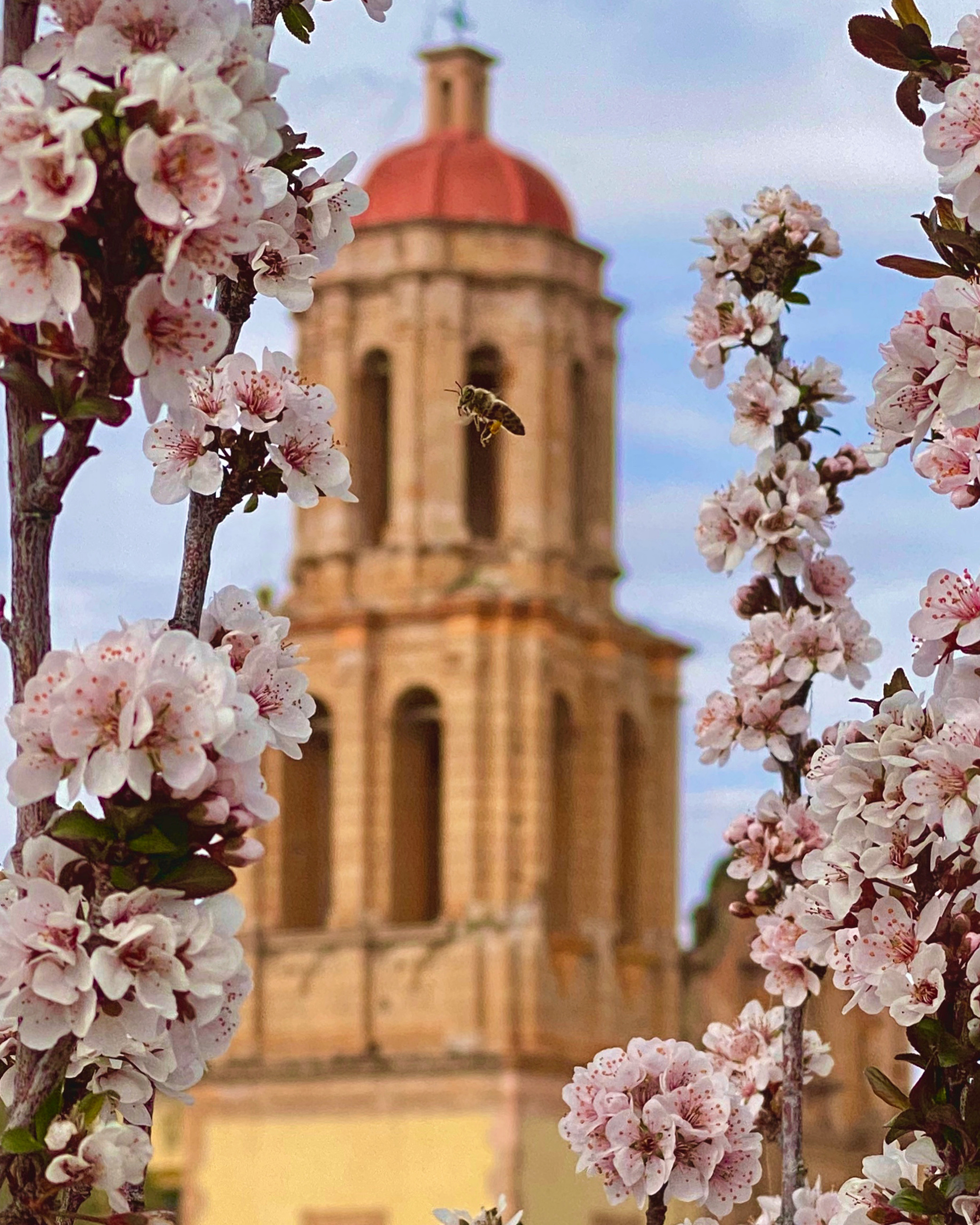
Abeja y árboles en flor.

En agricultura, la mayoría de los cultivos, por ejemplo los cereales, son anemófilos, es decir polinizados por el viento o son autógamos (autopolinizados). Aproximadamente el 30 % de los cultivos agrícolas del mundo (por ejemplo, muchos frutos y hortalizas) dependen de la polinización realizada por insectos y otros animales.
Utilizar polinizadores es crucial para la agricultura mundial. Se estima que la polinización por insectos (primordialmente abejas) se valora a aproximadamente 237-577 mil millones de dólares. Es utilizada en todo el mundo. La comida que se consume y el rol que cubren los agricultores también dependen mucho de los polinizadores.
El 90 % de las plantas con flor dependen de un insecto que las polinice. Esto significa que para la mayoría de los cultivos son un actor clave. Dependiendo de la planta, hay cierta cantidad de colonias de abejas por hectárea necesarias para un cultivo eficiente. Por ejemplo, para cultivar pepinos se necesitan 2.1 colmenas por acre. Para el melón se necesitan hasta 5 colmenas por acre. Para la calabaza y la sandía solo se necesita una colmena por acre aproximadamente.
Es un error creer que la polinización es un «servicio ecológico gratuito» de la naturaleza. Una polinización efectiva necesita algunos recursos, por ejemplo refugios de vegetación natural prístina y hábitats adecuados para los polinizadores. Cuando estos se reducen o se pierden, se limita la actividad de los polinizadores y se necesitan prácticas de gestión adaptable para mantener los medios de subsistencia.
En efecto, en todo el mundo la diversidad agrícola y de los agroecosistemas afronta el peligro de que las poblaciones de polinizadores están disminuyendo. Los principales causantes de este problema son la fragmentación de los hábitats, las sustancias químicas agrícolas e industriales, los parásitos y las enfermedades, así como la introducción de especies exóticas. En California, los productores de almendras habitualmente importan abejas melíferas de otros estados de los Estados Unidos para asegurar la polinización de sus cultivos. Este transporte puede contribuir a las epidemias.